# Armenia en el Reino de Georgia
Armenia en el Reino de Georgia, (en Georgiano: სომხეთი საქართველოს სამეფოში, en armenio: Հայաստանը Վրաստանի Թագավորությունում) fue el período en la historia de Armenia, durante el cual Armenia, o parte de ella, formaba parte del Reino de Georgia. 

## Historia
Los gobernantes de Georgia siempre estuvieron motivados por el deseo de extender la soberanía del país sobre las tierras del sur de Georgia. En el Cáucaso de la Edad Media, esto fue implementado por primera vez por Bagrat IV, y solo parcialmente y temporalmente: en 1045, los emires de Ani entregaron la ciudad a Bagrat IV, nombró a Eristavi a Abuserisdze de Artanuj como gobernador de Ani. 

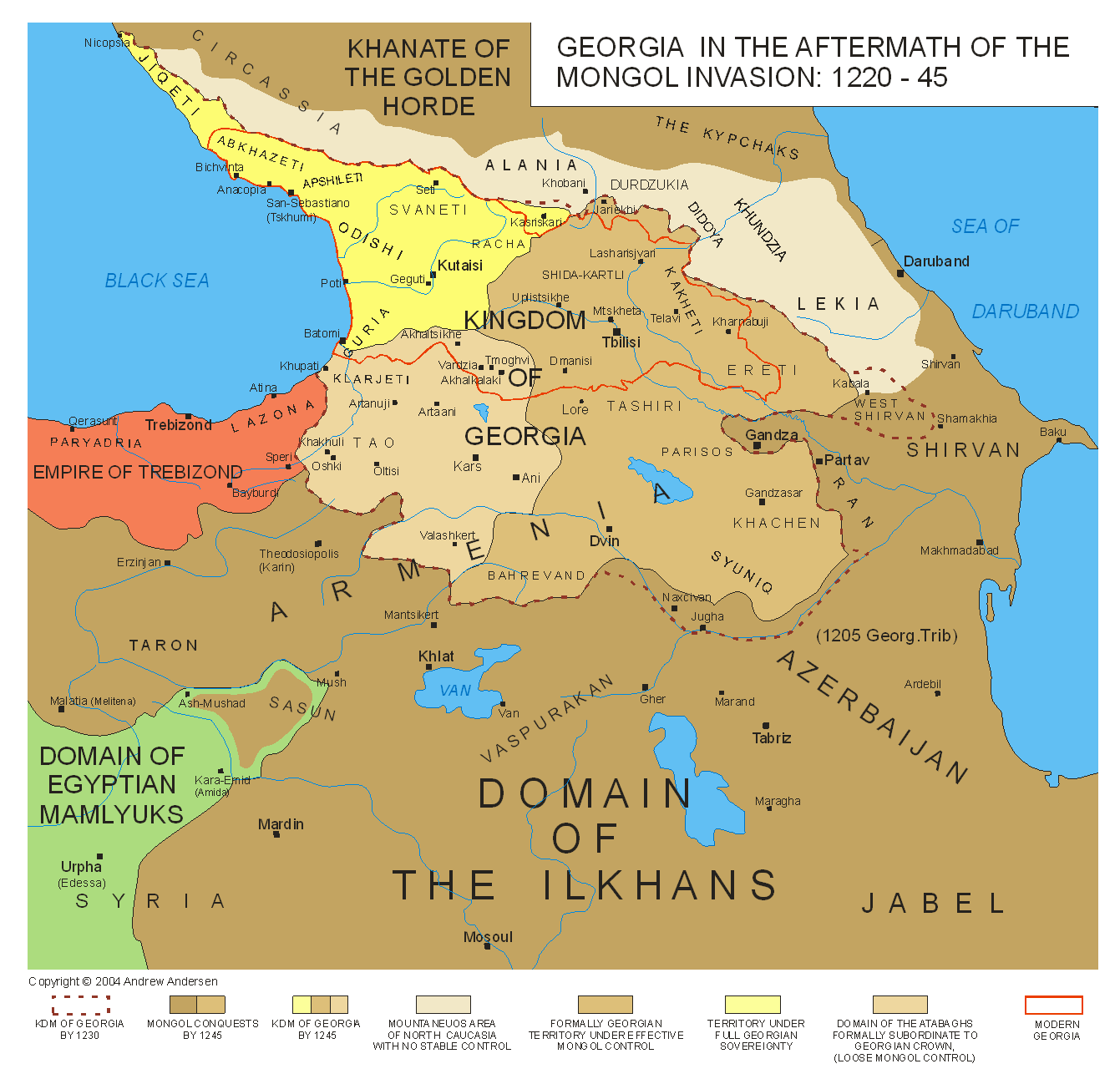
Georgia, durante las invasiones mongolas.

El territorio de Armenia, ubicado en el este de Aras, fue convertido en las fronteras de Georgia por David Agmashenebeli. Según el historiador de David, el 20 de agosto de 1124, los embajadores de los nobles de Ani lo visitaron y le entregaron la ciudad. David dejó a los nobles Mesji como gobernadores en esta área, y luego conquistó los distritos ubicados en las provincias de Vanand (región de Kars) y Ararat, así como Artsaj y el territorio de Khuband hasta el Mar Caspio .
En 1208, la caballería georgiana invadió la parte occidental de Armenia: Sultanato de Ahlat. Aprox. Desde 1210, después de que el gobernante Shah-armen del sultanato rompiera con sus aliados, esta parte de Armenia también estuvo subordinada a Georgia, aunque solo con una actitud vasalla y se conservó el gobierno de la dinastía local. 

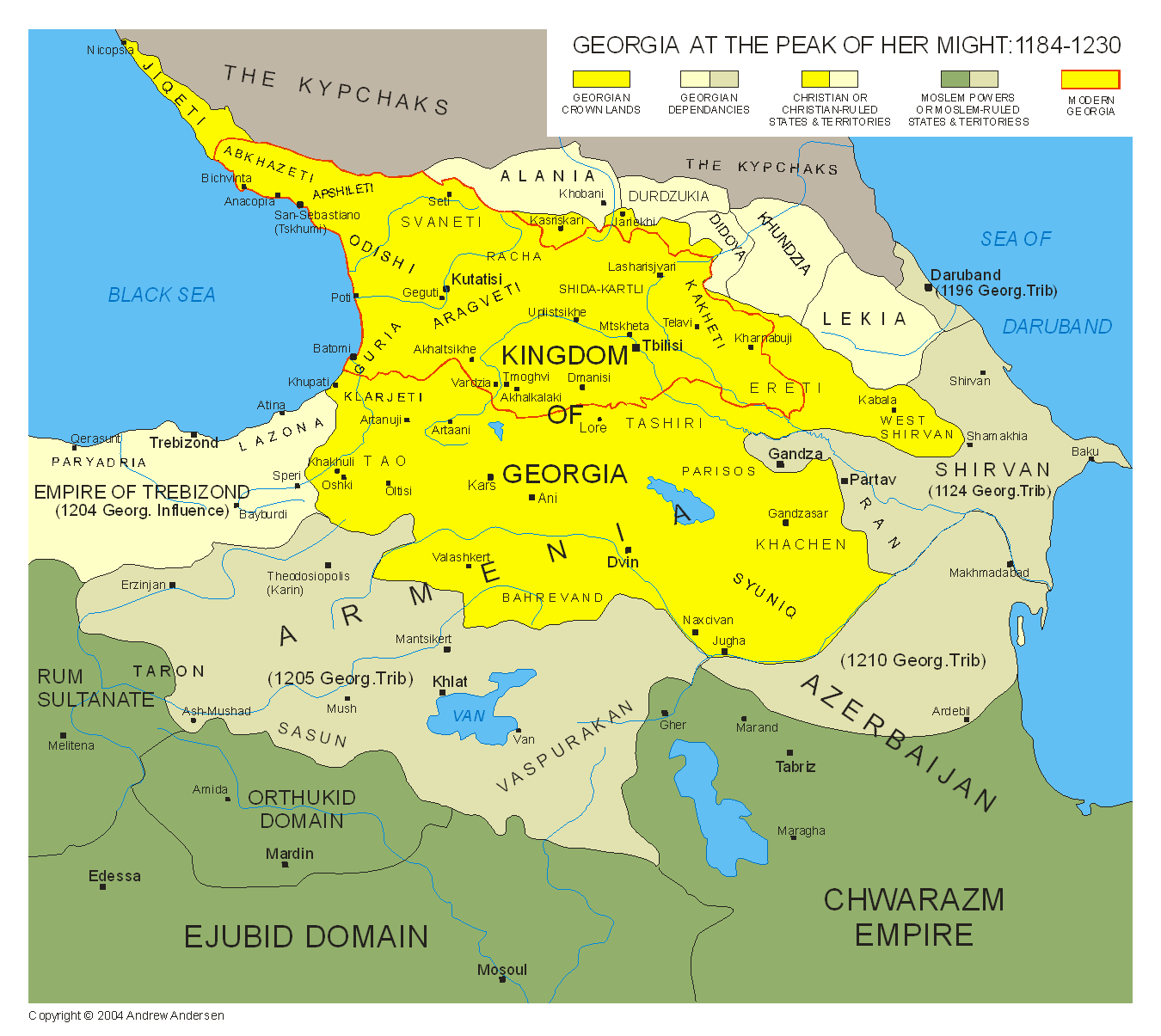
Georgia al final del reinado de Tamar.

Después del debilitamiento de Georgia, Armenia occidental ya no representa la esfera de influencia de los georgianos. En la década de 1240, los mongoles se apoderaron de Ahlat. 
Durante la invasión del Imperio Corasmio y después de la conquista de Georgia por los mongoles, el noreste de Armenia siguió siendo parte del Reino de Georgia, aunque este último ya reconocía la soberanía del kanato mongol. Desde 1245 (la muerte de Rusudan) hasta 1247, se abolió la realeza en Georgia y el país se dividió en 8 dumnas. Uno de ellos incluía a Armenia, que formaba parte de Georgia, y su gobernador era Shanshe Mkhartulgi. En 1247, se restauró el Reino de Georgia. Desde aquí hasta 1249 hubo dos reinos en Georgia. Desde 1249, Davit Narin ha estado gobernando en el oeste de Georgia y en el este David Ulu. 1329, Jorge V el Magnífico une Georgia occidental y oriental (con los armenios). La mayor parte de las comunidades armenias continuaron siendo gobernadas por los Mkhrulgis hasta 1360. Entonces, fines del siglo XIV, como resultado de las campañas de Tamelan, la corte real de Georgia perdió el control sobre las tierras previamente controladas del este de Armenia. Jachen, que disfrutaba del estatus de principado, siguió siendo vasallo de Georgia, pero gobernando por la casa de Hasan-Jalayan.